# Oraško Brdo
Oraško Brdo je naseljeno mjesto u općini Bosanski Petrovac, Federacija Bosne i Hercegovine, BiH.

## Zemljopis
Selo je smješteno na maloj visoravni iznad mjesta Orašac u bihaćkoj općini pa tako čini krajnje mjesto na sjeverozapadu općine Bosanski Petrovac. Nadovezuje se na Prkose. S istočne strane su prva uzvišenja Grmeča.

## Povijest
I ovdje je jedna od čitavog niza gradina petrovačkog prostora koja pripada ilirskom razdoblju i vremenu iz 9. godine pr. Kr. i ustanka Batona Desitajskog, kada su Iliri morali konačno prihvatiti rimsku okupaciju. Gradina je u Kršu s platoom veličine 580x284 metra, koji je branjen višestrukim, mjestimično peterostrukim bedemima. Možda je to i grad Seretion koji se spominje u povijesnim dokumentima, ali čiji položaj nije utvrđen.

## Stanovništvo

### 1991.
Nacionalni sastav stanovništva 1991. godine, bio je sljedeći:
ukupno:  65
- Srbi - 64
- Jugoslaveni - 1

### 2013.
Prema popisu iz 2013. godine bio je bez stanovnika.